# Joseph Vissers
Joseph "Jos" Vissers, född 28 november 1928 i Geel, död 18 april 2006 i Turnhout, var en belgisk boxare.
Vissers blev olympisk silvermedaljör i lättvikt i boxning vid sommarspelen 1948 i London.